# Джэксонвилл Джагуарс
Джэ́ксонвилл Джа́гуарс (англ. Jacksonville Jaguars) — профессиональный футбольный клуб, базирующийся в Джэксонвилле, Флорида. Основан 30 ноября 1993 года, с сезона 1995 года выступает в Американской футбольной конференции Национальной футбольной лиги. Три раза команда выигрывала чемпионат дивизиона, семь раз играла в плей-офф НФЛ. 

## История

### Основание клуба
17 августа 1989 года было создано партнёрство Touchdown Jacksonville!, во главе которого встал бизнесмен Том Петуэй. Организация получила от городского совета 60 млн долларов на реконструкцию стадиона «Гейтор Боул» и 16 сентября 1991 года подала заявку на получение франшизы от НФЛ. Председателем партнёрства к этому моменту стал бизнесмен Уэйн Уивер. На право разместить у себя две новых команды претендовало одиннадцать городов. Шансы Джэксонвилла оценивались невысоко, но уже тогда представители партнёрства объявили, что в случае успеха клуб получит название «Джагуарс». На ежегодной встрече руководства НФЛ 17 марта 1992 года было отсеяно четыре претендента. Ещё через два месяца список кандидатов сократился до пяти городов. Борьбу продолжили Джэксонвилл, Балтимор, Сент-Луис, Шарлотт и Мемфис. Осенью 1992 года процесс был приостановлен из-за споров о новом коллективном соглашении между лигой и игроками. Возобновился он 23 марта 1993 года.
После посещения стадиона представителями НФЛ Уивер был проинформирован, что приведение арены в соответствие с требованиями лиги повлечёт за собой дополнительные расходы. Городской совет отказался выделять дополнительные средства на реконструкцию и партнёрство объявило об отказе от участия в конкурсе. Через месяц настойчивость Уивера позволила сторонам согласовать новый план, согласно которому город выделял 53 млн долларов, а ещё 68 млн вложит клуб и связанные с ним источники. После встречи комиссара НФЛ Пола Тэглибу с Уивером, Джэксонвилл вернулся в число претендентов на новую команду.
30 ноября 1993 года в Чикаго было объявлено о том, что Джэксонвилл станет городом, в котором будет базироваться тридцатая команда НФЛ. Двадцать шесть владельцев клубов проголосовали «за», против высказались только Норман Брейман («Филадельфия Иглс») и Джеймс Ортвейн («Нью-Ингленд Пэтриотс») Город стал одним из самых маленьких в лиге. Новый клуб стал третьим представителем Флориды в НФЛ после «Майами Долфинс» и «Тампа-Бэй Бакканирс». Важную роль в успехе заявки Джэксонвилла сыграла поддержка топ-менеджеров лиги: Тэглибу, Нила Остриана и Роджера Гуделла. Благоприятное впечатление на них произвёл и Уивер, а также члены его группы политик Джеб Буш и бизнесмен, в прошлом игрок «Канзас-Сити Чифс», Дерон Черри. Вступительный взнос Джагуарс составил рекордные на тот момент 140 млн долларов.
В феврале 1995 года прошёл драфт расширения, на котором «Джэксонвилл» выбрал тридцати одного игрока. Первым игроком клуба стал квотербек Стив Бойерлейн, ранее выступавший за «Рэмс», «Ковбойз» и «Кардиналс». Также клуб получил право второго выбора на драфте 1995 года. Первым в истории команды выбором стал оффенсив тэкл Тони Боселли. Первую игра в истории «Джагуарс» состоялась 29 июля 1995 года в Кантоне, Огайо. В матче, приуроченном к принятию новых членов в Зал славы профессионального футбола, «Джэксонвилл» встретился с другой новой командой — «Каролиной Пэнтерс». Победу в игре со счётом 20:14 одержала «Каролина».

### Эра Тома Кофлина (1995—2002)
Первым главным тренером команды был назначен Том Кофлин. У него не было опыта самостоятельной работы в НФЛ, но ранее он успешно руководил командой Бостонского колледжа и работал с уайд ресиверами в «Нью-Йорк Джайентс» у Билла Парселлса. Как и его наставник, Кофлин был приверженцем дисциплинированной игры. Назначение состоялось за девятнадцать месяцев до первого матча команды и тренер имел достаточно времени чтобы подготовить команду.
Под руководством Кофлина «Джагуарс» завершили дебютный сезон с четырьмя победами при двенадцати поражениях. До 1995 года ни одна из команд, вступивших в лигу в результате расширения, не одерживала в первом для себя сезоне больше трёх побед. «Джэксонвилл» стал и первой в истории командой расширения, которая в дебютном чемпионате выиграла 50 % матчей в своём дивизионе. По итогам года на драфте НФЛ 1996 года «Джагуарс» получили право выбора вторым номером. Пантер команды Брайан Баркер первым из игроков клуба стал лидером одной из статистических категорий лиги. Его средний показатель составил 38,634 ярда и Баркер опередил Ли Джонсона из «Цинциннати Бенгалс» всего на 0,0021 ярда.
В первой игре сезона 1996 года «Джагуарс» обыграли соперников по дивизиону «Питтсбург Стилерз», но затем потерпели три поражения подряд. К середине регулярного чемпионата «Джэксонвилл» не был похож на команду, претендующую на выход в плей-офф. Поворотным моментом стала ответная игра в Питтсбурге, которая была проиграна со счётом 3:28. «Джагуарс» одержали пять побед в последних пяти играх. В решающей игре в Джэксонвилле со счётом 19:17 была обыграна «Атланта Фэлконс», незабитый Мортеном Андерсеном филд-гол вывел «Джагуарс» в плей-офф. Команда получила пятый номер посева в конференции и в раунде уайлд-кард в гостях обыграла «Баффало Биллс» со счётом 30:27. Главный вклад в победу дебютанта внёс раннинбек Нэйтрон Минс, набравший 175 ярдов, и кикер Майк Холлис, забивший решающий филд-гол за три минуты до конца игры. «Джагуарс» стали первой командой, победившей «Биллс» в игре плей-офф на их поле. Успех клуба вызвал ажиотаж в Джэксонвилле и в аэропорту команду встречало более 5 000 болельщиков. Соперником по дивизионной серии стали «Денвер Бронкос», перед игрой считавшиеся фаворитами. Колумнист газеты Denver Post Вуди Пейдж перед игрой написал: 

Джэксонвилл? Это полупрофессиональная команда или парк развлечений? Разве это не единственный город во Флориде, где нет пляжа? Можем мы сыграть с настоящей командой НФЛ в следующее воскресенье?
Оригинальный текст (англ.)Jacksonville? Is that a semi-pro team or a theme park? Isn't Jacksonville the only Florida city without a beach? Can we get a legitimate NFL team in here next Sunday?

Вопреки прогнозам, «Джагуарс» выиграли вторую подряд встречу с тем же счётом 30:27. После этого успеха команду на домашнем стадионе встречало уже 40 000 болельщиков. Город окрасился в сине-зелёный клубный цвет, а руководство команды организовало для болельщиков трансляцию финала АФК на стадионе «Оллтел». Финал конференции состоялся на стадионе «Фоксборо» и завершился победой «Нью-Ингленд Пэтриотс» 20:6. Решающим моментом игры стал фамбл, за которым последовал тачдаун корнербека хозяев Отиса Смита. Сезон 1996 года стал отправной точкой для успешного выступления клуба во второй половине 90-х годов.